# Upplands runinskrifter 410
Upplands runinskrifter 410 är en vikingatida runsten av granit i Norra Til, Sankt Olovs socken (Sankt Olof) och Sigtuna kommun.
Stenen står på ett krön av en moränrygg i kanten av ett gravfält, cirka 50 x 10–20 m stort, bestående av 6 fornlämningar. Dessa utgöres av 2 runda stensättningar och 4 närmast kvadratiska stensättningar. De runda stensättningar är 6-7 m i diameter och 0.3 m höga, övertorvade och otydliga. De närmast kvadratiska stensättningarna är 3-5 m och 0.2-0,3 m höga, övertorvade, vissa har hörnstenar, 0.3-0.5 m höga. Ett par är genom kraftig markvegetation svåra att observera. 4 m väster om runsten finns en liggande hörnsten, som kan vara separat inläggning. Runsten är skyltad.

## Inskriften
Translitterering av runraden:
× s(t)ur(b)iarn · (l)[it · rais]a ' stai... ...ftiʀ [·] (s)[ik]st[a]in · faþur --- broþur hulmst...[n]s
Normalisering till runsvenska:
Styrbiorn let ræisa stæi[n æ]ftiʀ Sigstæin, faður [sinn], broður Holmst[æi]ns.
Översättning till nusvenska:
Styrbjörn lät resa stenen efter Sigsten, sin fader, Holmstens broder.
Namnet Styrbiorn finns på Sö 339, U 454; Sigstæinn på Sö 291 och U 174. 